# Dictyochaetopsis glauconigra
Dictyochaetopsis glauconigra är en svampart som först beskrevs av Cooke & Ellis, och fick sitt nu gällande namn av Aramb. & Cabello 1990. Dictyochaetopsis glauconigra ingår i släktet Dictyochaetopsis och familjen Chaetosphaeriaceae.   Inga underarter finns listade i Catalogue of Life.